# Xã Cedron, Quận Lincoln, Kansas
Xã Cedron (tiếng Anh: Cedron Township) là một xã thuộc quận Lincoln, tiểu bang Kansas, Hoa Kỳ. Năm 2010, dân số của xã này là 35 người.